# سیارک ۱۳۲۲۶
سیارک ۱۳۲۲۶ (به انگلیسی: 13226 Soulie، نامگذاری:1997SH) سیزده هزار و دویست و بیست و ششمین سیارک کشف شده‌است که در ۲۰ سپتامبر ۱۹۹۷ کشف شد.
قدر مطلق سیارک برابر ۱۳٫۶۰ است.